# Ivan Božić (nogometaš)
Ivan Božić (Sarajevo, 19. studenoga 1983.) bivši je bosanskohercegovački nogometaš.

## Karijera
Karijeru je započeo u mostarskom Zrinjskom. U ljeto 2000. godine prešao je u belgijski prvoligaški klub Zuid-West-Vlaanderen. Iz Belgije odlazi 2002. kada pojačava HNK Šibenik. U Belgiju se vratio 2006. gdje je igrao za Beveren. S Beverenom ispada iz lige pa se vraća u Hrvatsku. Nakon godine dana provedebe u Rijeci vraća se u Šibenik. Nakon toga igra u Hrvatskom dragovoljcu.
Pola je sezone proveo u kineskom drugoligašu Yanbianu, a početkom 2013. potpisao je ugovor s Guizhou Zhichengom iz grada Guiyanga, gdje kao kapetan predvodi svoju ekipu. Na porljeće 2014. kratko igra za Hrvatski dragovoljac, da bi 22. srpnja 2014. prešao je u kineskog prvoligaša Beijing Baxy. Početkom 2015. odlazi u kazahstanski Ordabasy.

## Vanjske poveznice
- Profil na transfermarkt.co.uk